# Oril
Oril (ukr. Оріль Oril, ale także Орель Orel, Єрель Jerel) – rzeka na Ukrainie, lewy dopływ Dniepru.
Płynie przez obwód charkowski i dniepropetrowski, oraz granicą połtawskiego i dniepropietrowskiego.
Długość rzeki wynosi 346 km, a powierzchnia dorzecza – 9800 km².
Głównymi dopływami są: Bahata, Berestowa, Orczyk, Mokra Łypianka (prawe) oraz Orilna, Bahateńka, Szyroka Kilczeńka, Mokra Zapławka (lewe).